# 271 f.Kr.

## Händelser

### Efter plats

#### Grekland
- Då de områden, som kung Pyrrhus av Epiros har erövrat, har återbördats och han har tacksamma allierade i Sparta och Argos samt garnisoner i Korinth och andra grekiska nyckelstäder, har Antigonos II säker kontroll över Makedonien och Grekland. Antigonos blir ledare för det thessaliska förbundet och står på god fot med grannarna Illyrien och Thrakien. Han säkrar sin position i Grekland genom att hålla makedoniska ockupationsstyrkor i städerna Korinth, Chalkis på ön Euboeia och Demetrias i Thessalien, Hellas tre "lås".

#### Indien
- Mauryaarmén drivs ut ur Kadamba av en koalition av tamilska kungar under kejsar Cenni Cholan.